# Ferid Rragami
Ferid Rragami (Tirana, 1º giugno 1957) è un ex calciatore albanese, di ruolo centrocampista.

## Carriera

### Nazionale
Ha collezionato 14 presenze con la Nazionale albanese.